# Vladislav Artemiev
Vladislav Artémiev (en ruso: Владислáв Миха́йлович Артéмьев; Omsk, 5 de marzo de 1998) es un jugador de ajedrez ruso que tiene el título de Gran Maestro desde 2014, poco antes de cumplir los dieciséis años. En el ranking de la Federación Internacional de Ajedrez (FIDE) de mayo de 2016, tenía un Elo de 2669 puntos, lo que le convertía en el jugador número 19 (en activo) de Rusia, así como el número 1 sub-18 de Rusia y número 2 del mundo. Su máximo Elo oficial en Ajedrez Clásico ha sido 2697 puntos, en la lista de enero de 2018, ocupando en la misma 44.ª posición del ranking mundial. En Ajedrez Blítz es en enero de 2018 el sexto jugador más fuerte del mundo con Elo 2834.

## Resultados destacados en competición
Artemiev nació en Omsk, en el sureste de Siberia. A los seis años aprendió a jugar al ajedrez. En 2013 fue campeón juvenil de Rusia en Sochi. Con el Campeonato de Europa individual de 2014, obtuvo una plaza para participar en la Copa Mundial de 2015 donde eliminó a Surya Shekhar Ganguly en la primera ronda y fue eliminado en la segunda por Radosław Wojtaszek. En febrero de 2015 se situó en los puestos 2.º-5.º en el Abierto de Moscú con 7 puntos de 9, empatado con Petrossian, Francisco Vallejo y Anton Korobov (el campeón fue Ernesto Inarkiev). En enero de 2019 ganó el torneo Master de Gibraltar con 8.5/10 puntos, para luego en marzo del mismo año, ganar el Campeonato Europeo Individual de ajedrez con 8.5/10 puntos compartido con Nils Grandelius. 